# Mario Superstar Baseball
Mario Superstar Baseball (Japans: スーパーマリオスタジアム ミラクルベースボール; Sūpā Mario Sutajiamu Mirakuru Bēsubōru) is een computerspel uit 2005. Het is een sportspel uit de categorie honkbal, uitgebracht voor de Nintendo GameCube op 11 november 2005. Het spel werd ontwikkeld door Namco en uitgegeven door Nintendo.

## Personages
- Mario
- Luigi
- Wario
- Waluigi
- Yoshi
- Princess Peach
- Princess Daisy
- Toad (Kleuren: Rood, Blauw, Roze, Geel)
- Bowser
- Bowser Jr.
- Toadette
- Toadsworth
- Donkey Kong
- Diddy Kong
- Dixie Kong
- Birdo
- Goomba
- Paragoomba
- Shy Guy
- Lakitu
- Hammer Bro.
- Boomerang Bro.
- Fire Bro.
- Koopa Troopa
- Koopa Paratroopa
- Boo
- King Boo
- Monty Mole

## Ontvangst
- Edge: 6 uit 10
- Electronic Gaming Monthly: 7 uit 10
- Eurogamer: 6 uit 10
- Game Informer: 7 uit 10
- GameSpot: 8 uit 10
- GameSpy: 4 uit 5
- GameTrailers: 8,5 uit 10
- IGN: 7,9 uit 10
- Nintendo Power: 9 uit 10
- X-Play: 4 uit 5